# Lorisoidea
Lorisoidea (укр. Лорієподібні, Лорієвиді) — надродина нічних приматів підряду Мокроносі (Strepsirrhini).
Представники надродини мешкають у Африці та Азії. Найдавніші лорієвиді відомі з Єгипту та датуються віком 40 млн років. Лорієвиді відокремились від пов'язаних з ними лемурів приблизно 50-80 млн років тому. Поділ Лорієвидих на обидві родини відбувся понад 40 млн років тому.

## Класифікація
- Надродина Лорієвиді — Lorisoidea
  - Родина Галагові (Galagonidae)
  - Родина Лорієві (Lorisidae)